# JFK Olimps
L'Olimps Riga est un ancien club letton de football basé à Riga, en Lettonie.

## Historique
- 2005 : fondation du club : il s'agit d'une équipe constituée à partir des joueurs de l'équipe réserve du Skonto Riga.
- 2012 : dissolution du club

## Bilan sportif

### Palmarès
- Coupe de Lettonie
  - Finaliste : 2007

### Bilan européen
Note : dans les résultats ci-dessous, le score du club est toujours donné en premier.
| Saison    | Compétition | Tour           | Club                   | Domicile | Extérieur | Total |
| --------- | ----------- | -------------- | ---------------------- | -------- | --------- | ----- |
| 2008-2009 | Coupe UEFA  | Premier tour Q | St. Patrick's Athletic | 0 - 1    | 0 - 2     | 0 - 3 |

Légende
- Victoire ou qualification pour le tour suivant
- Match nul
- Défaite ou élimination de la compétition